# 그리셀리니아속
그리셀리니아속(Griselinia屬, 학명: Griselinia 그리셀리니아[*])은 미나리목의 단형 과인 그리셀리니아과(Griselinia科, 학명: Griseliniaceae 그리셀리니아케아이[*])의 유일한 속이다. 7종의 관목 및 나무로 이루어져 있다. 뉴질랜드와 남아메리카가 원산지로 매우 높은 불연속적인 분포를 보인다. 남극 식물상의 대표적인 예 중의 하나이다.
과거에는 흔히 층층나무과(층층나무목)로 분류했지만, 최근 속씨식물 계통분류학 그룹은 유전학적 정보를 활용해 미나리목으로 엄밀하게 분류하고 있다.
잎은 사철 푸르고, 윗면은 부드럽고 광택이 나며, 아랫면은 엷은 색을 띤다. 꽃은 아주 작고, 5개의 꽃받침과 수술, 1개의 암술머리를 지니고 있다. 꽃잎 크기는 2~3 mm정도이다. 그러나 G.lucida의 암꽃은 꽃잎이 없다. 열매는 일종의 자줏빛 달걀 모양의 핵과로 크기는 5~10 mm 정도이다.

## 하위 분류
- G. carlomunozii M.O.Dillon & Muñoz-Schick
- G. jodinifolia (Griseb.) Taub.
- G. littoralis (Raoul) Raoul
- G. lucida (J.R.Forst. & G.Forst.) G.Forst.
- G. racemosa (Phil.) Taub.
- G. ruscifolia (Gay) Ball
- G. scandens (Ruiz & Pav.) Taub.

뉴질랜드의 2종(G. littoralis, G. lucida)은 큰 관목 또는 나무로, 키는 4~20 m 정도이다. G. littoralis는 잎 크기 6~14 cm, G. littoralis는 잎 크기가 12~18 cm이다. 2종 모두 기생식물 또는 반기생식물이다. 현지에서 통용되는 명칭인 카푸카(kapuka, G. littoralis)와 아카푸카(akapuka, G. lucida)는 마오리어에서 유래했다.
남아메리카의 5종(G. carlomunozii, G. jodinifolia, G. racemosa, G. ruscifolia, G. scandens)은 작은 관목으로 키는 1~5 m정도이다. 현지에서는 모두 "옐모(yelmo)"로 불린다. G. ruscifolia는 칠레와 아르헨티나 및 브라질 남동부에 분포하며, G. racemosa는 칠레 남부(로스 라고스, 아이센) 및 인접한 아르헨티나 지역(추부트 서부)에, 나머지 3종은 칠레에 분포한다. G. carlomunozii는 칠레 북부 해안(안토파가스타)에, G. scandens는 중부와 남부에 분포한다.